# Nicola Salerno (politico)
Nicola Salerno (Ostuni, 21 ottobre 1897 – Napoli, 3 ottobre 1983) è stato un politico italiano.